# Tapestry (альбом)
Tapestry (укр. Гобелен) — музичний альбом американської співачки Керол Кінг, що вийшов 1971 року.

## Про альбом
Музична кар'єра Керол Кінг розпочалася наприкінці 1950-х років. Разом із чоловіком Джеррі Гоффіном вона була авторкою таких хітів 1960-х років, як «Will You Love Me Tomorrow» The Shirelles, «Up on the Roof» The Drifters, «The Loco-Motion» Літл Іви, «One Fine Day» The Chiffons, «(You Make Me Feel) Like a Natural Woman» Арети Франклін, і навіть «Chains» The Beatles. Після розлучення з Гоффіном вона переїхала з Нью-Йорку до Лос-Анджелесу, де познайомилася з місцевими музикантами, серед яких були Джеймс Тейлор та Джоні Мітчелл. Керол Кінг входила до концертного колективу Джеймса Тейлора і саме той вперше вмовив авторку вийти на сцену та самостійно заспівати власні пісні.
1968 року вийшов перший студійний альбом гурту Керол Кінг The City, який був комерційно невдалим, а 1970 року — її дебютна сольна платівка Writer, що посіла 84 місце в національному хітпараді. Для наступного альбому Кінг запросила продюсера та автора пісень Лу Адлера, який володів лейблом Ode Records. Той одразу зрозумів, що має справу з артистом, який звик виступати самостійно, і створив для Керол Кінг відповідні умови. Альбом було записано в лос-анджелеській студії A&M Recording, де одночасно з Керол Кінг записували свої альбоми гурт The Carpenters та співачка Джоні Мітчелл, проте Керол Кінг завжди залишалася в кімнаті на самоті та мала можливість зосередитися на грі на фортепіано та співі. Вже після запису її партій продюсер додавав інші інструменти, але намагався зберігати якомога простіші аранжування. Запис тривав три тижні, а його бюджет складав скромні 22 тис. доларів.
До альбому увійшло 12 композицій, серед яких два хіти, які вже були відомі слухачеві — «(You Make Me Feel Like) A Natural Woman» Арети Франклін та «Will You Love Me Tomorrow» The Shirelles — але записані в іншому аранжуванні. Пісня «You've Got A Friend» стала своєрідною відповіддю Джеймсу Тейлору, який співав у «Fire and Rain» про «одинокі часи, коли я не міг знайти друга». Три пісні, які на альбомі йшли одна за одною — «It's Too Late», «Home Again» та «Beautiful» — було написано разом з іншою американською співачкою Тоні Стерн та вважалися одними з найкращих на альбомі: перша невдовзі отримала премію «Греммі», а третя дала назву мюзиклу, що вийшов у 2010-ті роки, описуючи історію життя Керол Кінг. Щонайменше три пісні з альбому були переспівані іншими виконавцями, посівши високі позиції в національних хітпарадах: «You've Got a Friend» у виконанні Джеймса Тейлора очолила американський хіт-парад, «Where You Lead» Барбри Стрейзанд потрапила до 40 найкращих, а «I Feel the Earth Move» Мартіки — до 10 найпопулярніших пісень Великої Британії.
Платівка Tapestry вийшла 10 лютого 1971 року. Альбом отримав позитивні відгуки критиків та визнання слухачів, посівши перше місце в американському хіт-параді Billboard. На 14-й церемонії «Греммі» Керол Кінг стала першою жінкою, яка виграла одночасно декілька основних нагород, серед яких «Альбом року», «Найкраще жіноче вокальне попвиконання», «Запис року» (сингл «It's Too Late») та пісня року («You've Got a Friend»).
Комерційний успіх платівки став визначним моментом в житті Керол Кінг, бо вона змогла фінансово забезпечити себе та свою сім'ю,  виховуючи двох дітей та очікуючи народження третьої. Також співачка змогла довести собі та іншим, що може бути не лише безлицим автором пісень для інших артистів, але й повноцінним автором-виконавцем, вплинувши на безліч виконавиць у майбутньому, від Джоні Мітчелл до Тейлор Свіфт. 1995 року платівка Tapestry отримала «діамантовий» статус (із понад 10 млн проданих примірників), а станом на 2022 рік була 14 разів «платиновою». Сам альбом та пісні «It's Too Late» та «You've Got a Friend» увійшли до Зали слави Греммі, а 2013 року Керол Кінг отримала премію Греммі за життєві досягнення. В журналі Rolling Stone Tapestry включили в список 500 найкращих альбомів усіх часів.

## Список пісень
| #   | Назва                                     | Тривалість |
| --- | ----------------------------------------- | ---------- |
| 1.  | «I Feel The Earth Move»                   | 2:57       |
| 2.  | «So Far Away»                             | 3:55       |
| 3.  | «It's Too Late»                           | 3:51       |
| 4.  | «Home Again»                              | 2:27       |
| 5.  | «Beautiful»                               | 3:05       |
| 6.  | «Way Over Yonder»                         | 4:42       |
| 7.  | «You've Got A Friend»                     | 5:07       |
| 8.  | «Where You Lead»                          | 3:18       |
| 9.  | «Will You Love Me Tomorrow?»              | 4:10       |
| 10. | «Smackwater Jack»                         | 3:39       |
| 11. | «Tapestry»                                | 3:11       |
| 12. | «(You Make Me Feel Like) A Natural Woman» | 3:47       |